# Бриджтаун
Бриджтаун (на английски: Bridgetown) е столицата и най-големият град на островната държава Барбадос.
Градът е с население от 110 000 жители (2014 г.) и обща площ от 40 km². Основан е през 1628 г.